# Ręczno (gmina)
Pour les articles homonymes, voir Ręczno.
Ręczno est une gmina rurale (gmina wiejska) du powiat de Piotrków, dans la Voïvodie de Łódź, dans le centre de la Pologne.
Son siège administratif (chef-lieu) est le village de Ręczno, qui se situe environ 27 kilomètres (km) au sud-est de Piotrków Trybunalski (siège du powiat) et 75 kilomètres au sud de la capitale régionale Łódź (capitale de la voïvodie).
La gmina couvre une superficie de 89,21 km2 pour une population de 3 629 habitants en 2006.

## Géographie

Position de la gmina dans le powiat

La gmina inclut les villages de:
- Bąkowa Góra
- Będzyn
- Dęba
- Kolonia Ręczno
- Łęg Ręczyński
- Łęki Królewskie
- Majkowice
- Nowinki
- Paskrzyn
- Ręczno
- Stobnica
- Stobnica-Piła
- Wielkopole
- Zbyłowice

### Gminy voisines
La gmina de Ręczno est voisine des gminy de :
- Aleksandrów
- Łęki Szlacheckie
- Masłowice
- Przedbórz
- Rozprza
- Sulejów.

## Administration
De 1975 à 1998, la gmina était attachée administrativement à l'ancienne voïvodie de Piotrków.
Depuis 1999, elle fait partie de la nouvelle voïvodie de Łódź.

## Structure du terrain
D'après les données de 2007, la superficie de la commune de Ręczno est de 111,63 kilomètres carrés, répartis comme telle :
- terres agricoles : 56 %
- forêts : 38 %

La commune représente 6,22 % de la superficie du powiat.

## Démographie
Données du 31 décembre 2007 :
| Description               | Total  | Total | Femmes | Femmes | Hommes | Hommes |
| ------------------------- | ------ | ----- | ------ | ------ | ------ | ------ |
| Unité                     | Nombre | %     | Nombre | %      | Nombre | %      |
| Population                | 3 616  | 100   | 1 784  | 49,34  | 1 832  | 50,66  |
| Population de 0 à 17 ans  | 591    | 16,34 | 283    | 7,83   | 308    | 8,52   |
| Population de 18 à 65 ans | 2 300  | 63,61 | 1 040  | 28,76  | 1 260  | 34,85  |
| Population de + 65 ans    | 725    | 20,05 | 461    | 12,75  | 264    | 7,3    |